# Rachelia extrusus
Rachelia extrusus is een vlinder uit de familie van de dikkopjes (Hesperiidae). De wetenschappelijke naam van de soort is voor het eerst geldig gepubliceerd in 1867 door Cajetan Freiherr von Felder & Felder.